# 子宮頸部
子宮頸部（しきゅうけいぶ、英: Cervix）とは、子宮の下から3分の1にあって膣と繋がっている部分の名称である。通常、長さは2〜3cmで程度であり、ほぼ逆円錐形をしているが、妊娠中はその形状が変化する。
子宮頸部において、外子宮口から内子宮口へとつながる管は子宮頸管と呼ばれる。

## 解剖
子宮下方の細長い部分のことを指す。さらに、その下半分は膣に突出しており、この部分を子宮膣部という。内腔は子宮頸管と呼び、この下端が外子宮口となる。

外子宮口は、初産婦では卵円形、経産婦では長円形をしている。

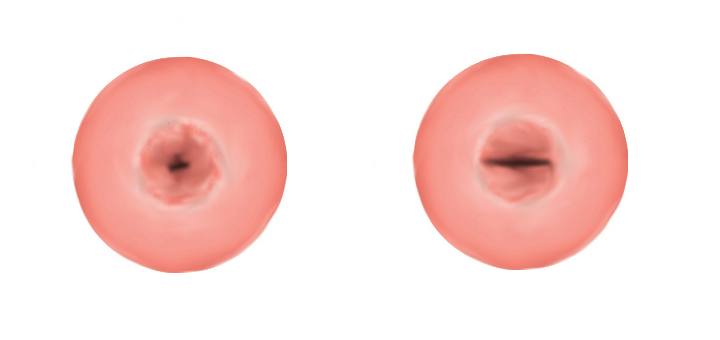
初産婦の外子宮口（左）と経産婦の外子宮口（右）